# Z-Out
Z-Out è un videogioco di tipo shoot'em up, per Atari ST e Amiga, pubblicato da Rainbow Arts nel 1990. Il gioco è molto simile al classico R-Type, da cui prende spunto il raggio Beam, i pod difensivi e lo stile dei livelli.
Il videogioco è il seguito, seppur non ufficiale, di X-Out anch'esso pubblicato da Rainbow Arts. La musica nel menu titolo è curata da Chris Hülsbeck.
Molti fondali, musiche, nemici ed effetti sonori di Z-Out sono in comune con Turrican, anch'esso pubblicato da Rainbow Arts.
Christophe Simon, un programmatore francese, ha realizzato un remake del videogioco su Windows chiamato Last-out.

## Trama
Un malvagio impero alieno vuol soggiogare l'umanità. L'ultima speranza per i terrestri è l'astronave superpotenziata e pesantemente armata Z-out.

## Modalità di gioco
L'astronave si muove a scorrimento e si devono superare sei livelli di azione frenetica. Alla fine di ogni livello si trova l'immancabile "boss". L'armamento è molto vario, tramite pod resi disponibili dai nemici distrutti. Si può ottenere:
- Un pod ausiliario.
- Un laser classico.
- Un laser a barriera, sparabile anche dai pod di assistenza.
- Una salva di missili a ricerca.
- Uno sparo a movimento rotatorio.
- Un beam multidirezionale.
- Uno spead shot, colpo a copertura a 75 gradi.
- Uno sparo a lanciafiamme.
- Un colpo a "V" sul posteriore dell'astronave.
- Due pod difensivi(sopra e sotto l'astronave).

## Livelli
- Livello 1: La base nemica.
- Livello 2: La pianura bio-meccanica.
- Livello 3: La caverna dei minerali.
- Livello 4: Il pianeta alieno.
- Livello 5: Il mare contaminato.
- Livello 6: L'astronave-boss aliena. Per i fondali vennero digitalizzate illustrazioni di H. R. Giger[1].

## Accoglienza
Z-Out ricevette molti giudizi favorevoli dalla critica dell'epoca, per la buona qualità del gioco.
Non mancarono però le critiche per la poca originalità e l'eccessiva somiglianza a R-Type e R-Type II.